# 孔布兰欧蓬
孔布兰欧蓬（法語：Comblain-au-Pont，法語發音：[kɔ̃blɛ̃ o pɔ̃]）是比利时瓦隆大区列日省列日區的一个市镇，通行法语，是比利时法语社群的一部分，人口5,381人（2018年）。

## 外部链接

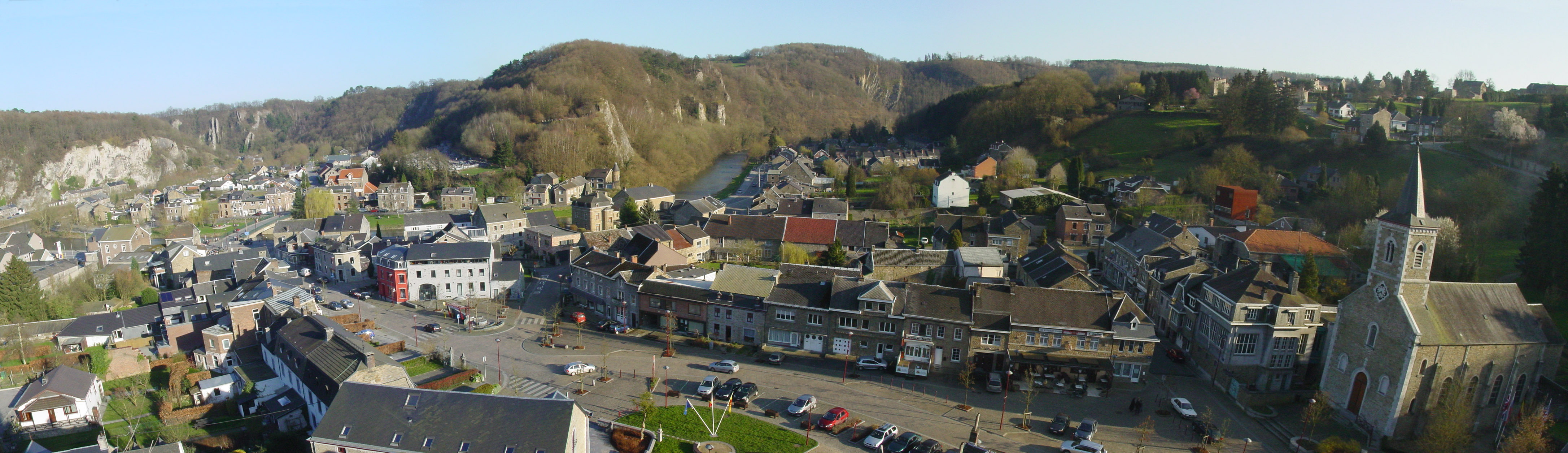
孔布兰欧蓬